# 라브리공동체

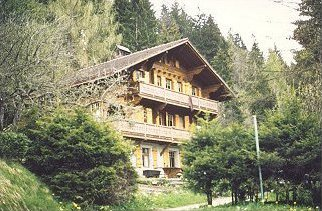
Chalet Les Melezes에 있는 스위스 L'Abri

라브리공동체(프랑스어: L'Abri, 의미: "쉼터")는 복음주의 기독교 공동체조직이다. 1955년 6월 5일 프란시스 쉐퍼와 그의 부인 에딧이 스위스 휴모즈 수르 올온에 세운 공동체이다. 여행자를 위한 사역지로 또 철학적 종교적 믿음을 논의하기 위한 포럼으로서 자신들의 알프스 집을 개방한 것에서 시작되었다. 오늘날 전 세계 여러 지역의 라브리공동체는 사람들이 여행할 때 머물 공간을 제공하고 있다.